# Eriobotrya wardii
Eriobotrya wardii är en rosväxtart som beskrevs av C. E. C. Fischer. Eriobotrya wardii ingår i släktet eriobotryor, och familjen rosväxter. Inga underarter finns listade i Catalogue of Life.